# Nick Park
Nick Park (* 6. prosince 1958, Preston, Spojené království) je britský filmový režisér animovaných filmů, který proslul zejména jako autor postaviček Wallace a Gromita.

## Život
O animaci se zajímal už na škole a také začal dělat filmy v podkroví domu, když mu bylo teprve 13 let. Jedna z jeho prvních prací se jmenovala Archieho noční můra a byla předvedena v televizi BBC roku 1975. Bakalářské vzdělání dokončil v Comunication Arts na Sheffieldské umělecké škole v roce 1980 a v témže roce šel studovat animaci do televizní školy v Beaconsfieldu.

## Tvorba

### Počátky
Po dvou létech, během kterých vypomáhal na produkci seriálu Morph, který byl součástí dětského pořadu Take Hart, se v únoru roku 1985 spojil se studiem Aardman Animations a v roce 1989 dokončil svůj Výlet na Měsíc (Grand Day Out). Hrdiny filmu jsou pes Gromit a vynálezce Wallace. Tento film získal cenu BAFTA (2009) za nejlepší krátký animovaný film roku a v témže roce byl nominován na Oscara.
U Aardman Animations nadále pracoval jako režisér a animátor na četných projektech, včetně reklam a televizních vsuvek pro děti. V roce 1989 studio produkovalo sérii Lip Synch pro televizi ITV a Nickův příspěvek k sérii byl krátký animovaný film Creature Comforts, v Česku uveden pod názvem Pohodlíčko. Tento kraťas byl kritiky velmi ceněn, prezentován na filmových festivalech po celém světě a obdržel Oscara za nejlepší krátký animovaný film roku 1990. Na úspěchy navázalo studio seriálem Mezi námi zvířaty (2003).

### Wallace a Gromit
Pozornost upoutal i druhým filmem s postavičkami Wallace a Gromita. Film Nesprávné kalhoty, vysílaný 26. prosince 1993 na televizním stanici BBC, se na dlouhou dobu umístil na prvním místě žebříčku sledovanosti a v březnu 1994 obdržel Oscara. Třetího Oscara získal s dalším filmem, kde vystupují Wallace a Gromit, snímkem O chloupek z roku 1996.

### Celovečerní filmy
A v roce 2000 obdržel další ocenění, tentokrát za režii snímku Slepičí úlet, v roce 2006 obdržel čtvrtého Oscara, tentokrát za režii snímku Wallace & Gromit: Prokletí králíkodlaka. Také se podílel na sérii Ovečka Shaun a Kamarád Timmy a režíroval celovečerní animovaným film z roku 2018 Pračlověk. Jeho zatím posledním celovečerním filmem je Wallace a Gromit: Pomstu poznáš po peří, který měl premiéru na BBC na 1. svátek vánoční v roce 2024.

## Filmografie
- Cesta na Měsíc (1989)
- Pohodlíčko (1990)
- Wallace a Gromit: Nesprávné kalhoty (1993)
- Wallace a Gromit: O chloupek (1995)
- Slepičí úlet (2000)
- Mezi námi zvířaty (2003)
- Wallace & Gromit: Prokletí králíkodlaka (2005)
- Ovečka Shaun (2007)
- Wallace a Gromit: Otázka bochníku a smrti (2008)
- Pračlověk (2018)
- Wallace a Gromit: Pomstu poznáš po peří (2024)